# Il gioco delle coppie (film)
Il gioco delle coppie (Doubles vies) è un film del 2018 scritto e diretto da Olivier Assayas.

## Trama
L'editore letterario Alain rifiuta di pubblicare il romanzo di Léonard, un amico a cui non ha mai rifiutato una pubblicazione. Selena, moglie di Alain, è un'attrice che da anni ha una relazione con Léonard; la donna si oppone alla decisione di Alain, convinta che si tratti di un vero e proprio capolavoro, sicuramente il miglior libro che Léonard abbia mai scritto. Valérie, moglie di Léonard, è una consulente politica di sinistra, disinteressata alla situazione sentimentale del marito. A complicare la situazione l'azienda di Alain assume una giovane e ambiziosa donna, Laure, con il compito di facilitare l'accesso dell'azienda nell'era digitale; Alain intreccia una relazione con la neoassunta.

## Distribuzione
Il film è stato presentato in anteprima mondiale in concorso alla 75ª edizione della Mostra internazionale d'arte cinematografica di Venezia il 31 agosto 2018 per poi essere proiettato anche al Toronto International Film Festival nel settembre dello stesso anno e successivamente al New York Film Festival. La pellicola è stata distribuita nelle sale cinematografiche italiane a partire dal 3 gennaio 2019.

## Riconoscimenti
- 2018 - Mostra internazionale d'arte cinematografica[1]
  - In competizione per il Leone d'oro al miglior film
- 2018 - Toronto International Film Festival
  - Candidatura per il premio del pubblico